# Воронцов-Вельяминов, Михаил Павлович
Михаи́л Па́влович Воронцо́в-Вельями́нов (29 декабря 1885, Бобруйск — 19 июня 1951, Ванв) — русский общественный деятель и политик, член IV Государственной думы от Минской губернии.

## Биография
Из потомственных дворян Тульской губернии. Землевладелец (5150 десятин).
Сын отставного кавалерийского офицера Павла Аркадьевича Воронцова-Вельяминова (1854—1920) и Натальи Александровны Пушкиной (1859—1912), дочери генерала от кавалерии Александра Александровича Пушкина. Правнук поэта Александра Сергеевича Пушкина.
В 1900 году поступил в 6-й класс Александровского лицея. Был казеннокоштным воспитанником, получал стипендию им. Пушкина. В 1906 году написал сочинение «Возникновение идеи о самодержавной власти и ее развитие в XV и XVI веке», сохранившееся в лицейском архиве. В том же году окончил курс с чином IX класса.
По окончании лицея поступил на службу в Министерство внутренних дел, где был откомандирован в Земский отдел для занятий в качестве младшего помощника делопроизводителя. Позднее служил в канцелярии Государственной думы, с 1910 года — помощником делопроизводителя. Дослужился до чина надворного советника. В 1911 году, с введением выборного земства в Западном крае, был избран председателем Бобруйской уездной земской управы, после чего вышел в отставку со службы.
На выборах в IV Государственную думу состоял выборщиком по Бобруйскому уезду от съезда землевладельцев. 18 января 1913 на дополнительных выборах был избран вместо Г. А. Лашкарёва. Входил во фракцию русских националистов и умеренно-правых (ФНУП), после её раскола в августе 1915 — в группу националистов-прогрессистов и Прогрессивный блок. Состоял членом комиссий: личного состава, по городским делам, об обязательном праве, по исполнению государственной росписи доходов и расходов, редакционной, бюджетной, сельскохозяйственной, о народном здравии, по направлению законодательных предположений.
В Первую мировую войну занимался размещением беженцев в Бобруйском уезде. Служил в воинском присутствии по набору новобранцев, исполнял задания Всероссийского земского союза. Во время Февральской революции выехал в Бобруйск и возглавил организацию Бобруйского городского общественного комитета. Не будучи назначенным Временным комитетом Государственной думы, состоял исполняющим обязанности Бобруйского уездного комиссара Временного правительства. В июне 1917 Бобруйский уездный крестьянский съезд из выборных от волостей выразил Воронцову-Вельяминову недоверие и избрал нового комиссара. В августе участвовал в Государственном совещании в Москве.
В 1918 году эмигрировал в Германию, в 1921 переехал во Францию. Работал грузчиком, затем служил в парижском книжном магазине Librairie Champion. Принимал участие в движении младороссов. Во Вторую мировую войну был заключен в лагерь Компьень. После войны стал одним из основателей храма Святой Троицы в Ванве, пожертвовал на строительство храма личные средства, выполнил иконостас. Был членом общества «СССР — Франция».
Скончался в 1951 году в Ванве под Парижем. Похоронен на кладбище Сент-Женевьев-де-Буа.

## Семья
С 1 июня 1911 года был женат на Евгении Самойловне Богуславской, в первом браке Бурнашевой (1881—1953). Их сыновья:
- Георгий (1912—1982), инженер, участник Второй мировой войны. Коллекционировал предметы, связанные с Пушкиным, приезжал в СССР, чтобы посетить пушкинские места[2]. С 1944 года женат на Тамаре Васильевне Дерюгиной (1916—1986);
- Владимир (1914—1992) — с 1942 года женат на Нине Константиновне Ненюковой (1911—1994[3]).